# Postamt Weißensee 1
Das Postamt Weißensee 1 ist ein denkmalgeschütztes ehemaliges Postgebäude im Berliner Ortsteil Weißensee an der dortigen Charlottenburger Straße 140. Das Gebäude wird aktuell als Bankfiliale der Postbank genutzt; neben Postbankdienstleistungen wurden bis Ende Juni 2024 zusätzlich Brief- und Paketdienstleistungen der Deutschen Post und DHL angeboten.

## Geschichte
Vor 1890 wurde das Post- und Telegraphenamt Weißensee nahe Antonplatz im Privathaus des Geh. Kanzlei Rath Benske unter Königs Chaussee 31/32 betrieben. In der Amalienstraße 6 befand sich das Amts- und Gemeindebüro Neu-Weißensee.
1891 zog die Post-Einrichtung südlich vom Antonplatz zur Königs Chaussee 13. Es gab die Posthilfsstelle in der Gustav-Adolf-Straße 17, die 1891 als Postamt II in das gegenüberliegende Eckhaus Langhansstraße 93 / Gustav-Adolf-Straße 16 wechselte. Das Postamt I war 1900 in den privaten Neubau König-Chaussee 84 umgezogen, die Adresse wechselte wegen Straßenumbenennungen um 1905: Berliner Allee 54 und um 1938: Berliner Allee 116. Das Kaiserliche Postamt Weißensee 2 (gehört zu Postamt 1) zog 1910 in die Goethestraße 13 (um 1965 Goethestraße 40).
Die vereinigte Gemeinde Weißensee schuf mehrere Institutionen, um den Status als Stadtgemeinde zu erhalten: Nach einer Petition 1891 an den Reichstag kam Bewegung in die Entwicklung der Post. Dem rasanten Wachstum folgend, errichtete die damalige Reichspost 1914 den Neubau Charlottenburger Straße, Ecke Tassostraße. 1915 wurde darin das Postamt Berlin-Weißensee 1 untergebracht. Für Groß-Berlin übernahm 1920 die Reichspost die Immobilie Charlottenburger Straße 140. Ab 1924 wurde es in Weißensee als Hauptpostamt geführt und überdauerte die Zeit der DDR.
Mit der Wiedervereinigung begann die wechselvolle Geschichte als Deutsche Bundespost, seit 1995 über Deutsche Post AG bis Postbank.

## Gebäude
Das in einem barockisierend anmutenden Stil errichtete Gebäude entstand nach Plänen des Verwaltungsarchitekten und Postbaurats Karl Buddeberg (1856–1934) von 1914 bis 1915. Das Postgebäude mit drei Etagen und einem Satteldach ist im hellen Ton verputzt. Das Eckgebäude zur Charlottenburger Straße erhielt ein zusätzliches Geschoss aufgesetzt und ist mit einem Walmdach versehen. Die mittleren Gebäudeachsen sind mit Pilastern eingefasst und mit einem Segmentbogengiebel erhöht.

## Heute

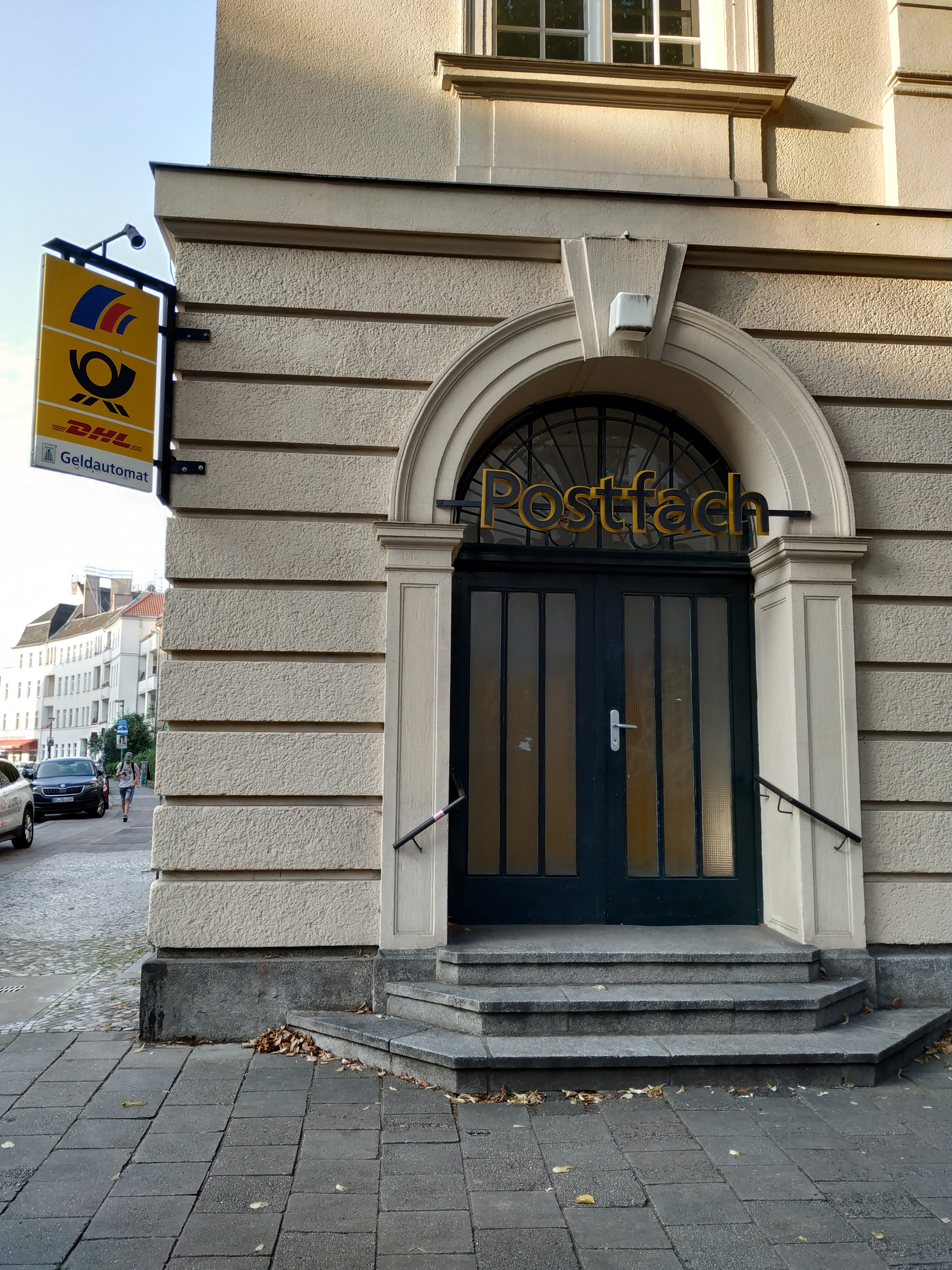
Postfach

Postdienstleistungen werden inzwischen von Postpartnern angeboten, wie von der Postbank, die heute ihren Sitz im einstigen Weißenseer Postamt an der Ecke Charlottenburger Straße/Tassostraße hat.
Der Standort beherbergt aktuell eine Postbank-Filiale ohne Postdienstleistungen (nur Bankdienstleistungen). Voraussichtlich 2025 wird der Standort von der Postbank gänzlich aufgegeben.